# Jastków (województwo świętokrzyskie)
Jastków – wieś w Polsce położona w województwie świętokrzyskim, w powiecie ostrowieckim, w gminie Ćmielów.
W latach 1975–1998 miejscowość administracyjnie należała do województwa tarnobrzeskiego.
Wieś sołecka – zobacz jednostki pomocnicze gminy Ćmielów w  BIP
Wierni kościoła rzymskokatolickiego należą do parafii Wniebowzięcia Najświętszej Maryi Panny w Ćmielowie.

## Części wsi
| SIMC    | Nazwa               | Rodzaj    |
| ------- | ------------------- | --------- |
| 0789588 | Jastków Poduchowny  | osada     |
| 0789571 | Kolonie Jastkowskie | część wsi |

## Historia
W wieku XIX  Jastków wieś i folwark położone w powiecie opatowskim, gminie Ćmielów, parafii Ptkanów. Odległe 11 wiorst od Opatowa. Wieś należy do dóbr księcia Druckiego-Lubeckiego.
- 1827 nie występuje w spisie
- 1883 było 37 domów i 287 mieszkańców, ziemi dworskiej było 261 mórg ziemi włościańskie 411 mórg.
- 1921 spisano w gminie Ćmielów: Jastków folwark 1 budynek 33 mieszkańców, Jastków wieś 57 budynków, 301 mieszkańców[8]